# 심해탈
심해탈(心解脫, 산스크리트어: ceto-vimukti, citta-vimukti, mukta-citta, 팔리어: ceto-vimutti, 영어: mind free from affliction, mental liberation) 또는 마음의 해탈은 두 가지 뜻이 있다.
하나는 마음이 해탈하였다[心得解脫] 즉 모든 번뇌의 속박으로부터 떠났다 즉 열반을 증득하였다는 것을 뜻하는 일반적인 용어 또는 표현이다.
다른 하나는 무명을 떠났다[離無明] 즉 반야(지혜)로써 번뇌장(煩惱障)을 벗어났다는 것을 뜻하는 혜해탈(慧解脫)의 상대가 되는 전문적인 용어로서, 탐애를 떠났다[離貪愛] 즉 선정으로써 정장(定障 = 해탈장 解脫障)을 벗어났다는 것을 뜻한다.
즉, 심해탈이라는 낱말은 원래는 첫 번째의 일반적인 표현이었는데 후대에 교학이 발달하면서 두 번째의 전문 용어가 된 것이다.
심해탈(心解脫)은 다음의 분류 또는 체계에 속한다.
- 모든 번뇌를 벗어난 것, 즉, 번뇌장 · 소지장의 2장을 벗어난 것, 즉, 열반과 동의어이다.

또는,
- 심해탈 · 혜해탈의 2해탈(二解脫) 중 하나이다.
- 혜해탈 · 구해탈의 2해탈(二解脫) 중 구해탈은 심해탈과 혜해탈을 모두 득한 것이다.
- 번뇌장 · 해탈장(또는 정장)의 2장(二障) 중 해탈장을 벗어난 것이다.

## 첫 번째 뜻: 모든 번뇌를 벗어남
첫 번째 뜻의 예를 들자면, 《잡아함경》 제12권 제301권 〈가전연경〉(迦旃延經)에서 존자 산타가전연이 고타마 붓다에게 정견(正見)에 대해 묻자 고타마 붓다는 정견은 유무, 즉, 상견과 단견의 두 극단을 떠난 중도에서 있음과 없음 즉 연기법에 따른 발생과 소멸을 있는 그대로 미혹됨이 없이 스스로 아는 것이라 설하였는데, 이 설법을 들은 존자 산타가전연은 그 자리에서 해탈하여 아라한이 되었다. 이때의 아라한이 되는 상황을 〈가전연경〉에서는 "부처님께서 이 경을 말씀하시자, 존자 산타가전연은 부처님의 말씀을 듣고 모든 번뇌를 일으키지 않고 마음이 해탈하여 아라한이 되었다(尊者[跳-兆+散]陀迦旃延聞佛所說 不起諸漏 心得解脫 成阿羅漢)."라고 표현하고 있다. 즉, 심해탈(心解脫 = 心得解脫)이라는 낱말은, 번뇌에 속박되거나 번뇌로부터 벗어나는 주체, 즉, 번뇌와 상응하거나 더 이상 상응하지 않는 주체가 마음이므로, '마음이[心] 해탈하였다[解脫  = 得解脫]'라고 표현함으로써 열반을 증득한 것, 달리 말해, 모든 번뇌를 일으키지 않게 된 것[不起諸漏]을 나타낸다.
《유가사지론》 제18권에서는 이 첫 번째 뜻, 즉, 모든 번뇌를 벗어난 것으로서의 심해탈에 대해 다음과 같이 설명하고 있다.
云何心解脫。謂已永斷上分結。故於二種障心善解脫。謂煩惱障及所知障。其心如是善解脫故。得成如來應正等覺。廣說如經。
무엇을 ‘심해탈(心解脫)한다’고 하는 것인가?
이미 영원히 상분(上分)의 결(結)을 끊었기 때문에 두 가지 장(障)에 대해서 마음이 잘 해탈한 것을 말하니, 소위 번뇌장(煩惱障)과 소지장(所知障)이다. 그 마음이 이와 같이 잘 해탈하기 때문에 여래(如來)의 응정등각(應正等覺)을 성취하게 된다. 자세한 설명은 경(經)의 내용과 같다.

## 두 번째 뜻: 탐애 즉 해탈장을 벗어남
두 번째 뜻의 예를 들자면, 《아비달마대비바사론》제101권에서는 아라한을 크게 두 유형으로 나눌 때 시해탈(時解脫) · 불시해탈(不時解脫)의 구분이 있으며, 다시 이들 각각에서 심해탈(心解脫) · 혜해탈(慧解脫)의 구분이 있다고 말하고 있다. 이것은  혜해탈 · 심해탈의 2해탈(二解脫) 중의 하나로서의, 즉, 전문화된 용어로서의 심해탈을 말하고 있는 것이다.
此二解脫各有二種。一名心解脫。離貪愛故。二名慧解脫。離無明故。
이 두 가지의 해탈(즉, 시해탈과 불시해탈)에는 각각 두 가지가 있다. 첫째는 심해탈(心解脫)이라 하는 것이니 탐애(貪愛)를 여의었기 때문이요, 둘째는 혜해탈(慧解脫)이라 하는 것이니 무명(無明)을 여의었기 때문이다.
두 번째 뜻의 다른 예로, 《아비달마구사론》제25권에서는 시해탈(時解脫)은 때를 기다려 비로소 능히 선정(특히 멸진정)에 들 수 있는 아라한, 즉, 뛰어난 인연을 만난 때여야 비로소 심해탈(心解脫)에 들 수 있는 아라한, 즉, 아직 해탈장(解脫障)을 완전히 벗어나지 못한 아라한이라고 말하고 있다. 그리고 불시해탈(不時解脫)은 언제든지 선정(특히 멸진정)에 들 수 있는 아라한, 즉, 언제든지 심해탈(心解脫)에 들 수 있는 아라한, 즉, 해탈장을 완전히 벗어난 아라한이라고 말하고 있다.
依解脫異立後二種。謂依唯慧離煩惱障者立慧解脫。依兼得定離解脫障者立俱解脫。
해탈의 차이에 근거하여 마지막 두 종류를 설정하였으니, 이를테면 오로지 혜(慧)에 의해 번뇌의 장애[煩惱障]를 떠난 성자를 ‘혜해탈’로 설정하였으며, 아울러 선정[定]을 획득함에 따라 해탈의 장애[解脫障]마저 떠난 성자를 ‘구해탈’로 설정하였다.58)
58) 해탈의 장애[解脫障]는 정장(定障)이라고도 하는데, 여기서 해탈은 멸진정. 즉 멸진정에 들어가는 것을 장애하는 무부무기성인 저열한 무지인 불염오무지를 말한다.
論曰。於契經中說阿羅漢由種性異故有六種。一者退法二者思法。三者護法。四安住法。五堪達法。六不動法。於此六中前之五種從先學位信解性生。即此總名時愛心解脫。恒時愛護及心解脫故。亦說名為時解脫者以要待時及解脫故。略初言故。如言酥瓶。由此待時方能入定。謂待資具無病處等勝緣合時方入定故。不動法性說名為後。即此名為不動心解脫。以無退動及心解脫故。亦說名為不時解脫。以不待時及解脫故。謂三摩地隨欲現前不待勝緣和合時故。
논하여 말하겠다. 계경 중에서는, 아라한에는 종성(種性)의 차이로 말미암아 여섯 가지의 종류가 있다고 설하고 있으니, 첫째는 퇴법(退法)이며, 둘째는 사법(思法)이며, 셋째는 호법(護法)이며, 넷째는 안주법(安住法)이며, 다섯째는 감달법(堪達法)이며, 여섯째는 부동법(不動法)이다.
이 여섯 가지 중에서 앞의 다섯 종류는 앞(권제23)에서 언급한 유학위의 신해(信解)의 종성으로부터 생겨난 것으로, 이것을 모두 ‘시애심해탈(時愛心解脫)’이라고 이름하니, 항시[一切時] 애호(愛護)하며, 마음으로 해탈한 것[心解脫]이기 때문이다. 또한 역시 ‘시해탈(時解脫)’이라고도 이름하는데, 요컨대 때를 기다려 해탈한 것이기 때문으로, ‘타락죽 항아리[酥甁]’라고 말하는 것과 마찬가지로 앞의 말을 생략하였기 때문에 ‘시해탈’이다. 즉 이것은 때를 기다려 비로소 능히 선정에 들 수 있기 때문이니, 말하자면 자구(資具)와 무병(無病)과 처소 등의 뛰어난 인연과 화합하는 때를 기다려 비로소 선정에 들기 때문이다.
부동법의 종성을 설하여 본송에서 ‘마지막의 것’이라 한 것으로, 이것을 일컬어 ‘부동심해탈(不動心解脫)’이라고 하니, 더 이상 [번뇌에 의해] 동요되어 물러나는 일 없이 마음으로 해탈한 것[心解脫]이기 때문이다. 또한 역시 ‘불시해탈(不時解脫)’이라고도 이름하는데, 때를 기다리지 않고 해탈하기 때문으로, 말하자면 삼마지(三摩地)가 원하는 바에 따라 현전하여 뛰어난 인연과 화합하는 때를 기다리지 않기 때문이다.
두 번째 뜻의 또 다른 예로는, 구해탈(俱解脫)을 "심해탈(心解脫) + 혜해탈(慧解脫)"로 정의하는 경론들과 현대 학자들이 있다.  《디가 니까야》 제2권 제15경 〈대인연경〉 제36경에서는 구해탈 또는 양면해탈과 관련하여 다음과 같이 말하고 있다.
是故阿難．比丘於此八解脫．順入或逆入．或順逆俱入．唯樂時樂所．唯於樂間出入解脫．便由有漏滅．謂於現見法．自知現前．入住無漏心解脫、慧解脫。阿難．此比丘名曰俱解脫。阿難．除此俱解脫．更無較此殊勝解脫。
아난다여, 비구는 이 여덟 가지 해탈을 순서대로 증득하고도, 역순으로도 증득하고, 순서대로와 역순으로도 증득한다. 그리고 그는 원하는 곳마다 원하는 때마다 원하는 만큼 증득하기도 하고 출정하기도 한다. 그리고 그는 모든 번뇌가 다하여 아무 번뇌가 없는 마음의 해탈[心解脫]과 통찰지의 해탈[慧解脫]울 바로 지금여기에서 스스로 최상의 지혜로 실현하고 구족하고 머문다. 아난다여, 이를 일어 비구는 양면해탈을 한 자라고 한다. 아난다여, 이 양면해탈과는 다른 더 높고 더 수승한 양면해탈이란 존재하지 않는다.
한편, 위와 같이 구해탈을 "심해탈 + 혜해탈"로 정의하지 않고  "8해탈(八解脫) + 혜해탈"로 정의하는 다수의 경론들과 현대 학자들이 있는데, 전자의 정의와 후자의 정의가 동일한 정의라고 한다면 또는 전자의 구해탈과 후자의 구해탈이 그 의미가 동일한 것이라면, 심해탈이란 곧 8해탈이다.
8해탈(八解脫)은 다음과 같다. 8해탈은 유루의 해탈로서, 유루의 선정인 4선 · 4무색정 · 멸진정의 9차제정(九次第定)과 사실상 동의어라고 할 수 있다. 엄밀히 구분하자면, 9차제정은 선정 그 자체이고 8해탈은 선정을 선하게 작용시킨 것이자 그 작용에 따른 결과이다.
1. 내유색상관외색해탈(內有色想觀外色解脫)
2. 내무색상관외색해탈(內無色想觀外色解脫)
3. 정해탈신작증구족주(淨解脫身作證具足住)
4. 공무변처해탈(空無邊處解脫)
5. 식무변처해탈(識無邊處解脫)
6. 무소유처해탈(無所有處解脫)
7. 비상비비상처해탈(非想非非想處解脫)
8. 멸수상정해탈(滅受想定解脫)

## 같이 보기
- 성자 (불교)
- 7성(七聖)
- 6종아라한(六種阿羅漢)
- 혜해탈(慧解脫)
- 구해탈(俱解脫)
- 9무학(九無學)
- 18유학(十八有學)